# 李海光
李海光（?—?），河南省光州直隸州商城縣人，清朝政治人物、進士出身。
光緒二十九年（1903年），参加光緒癸卯科殿試，登進士二甲第75名。同年闰五月，改翰林院庶吉士。